# Rejectaria zenos
Rejectaria zenos är en fjärilsart som beskrevs av William Schaus 1916. Rejectaria zenos ingår i släktet Rejectaria och familjen nattflyn. Inga underarter finns listade.